# Teatro Raul Cortez
Teatro Raul Cortez é um teatro localizado na cidade de São Paulo.

## Crítica
Em 28 de setembro de 2014, foi publicado na Folha de S.Paulo o resultado da avaliação feita pela equipe do jornal ao visitar os sessenta maiores teatros da cidade de São Paulo. O local foi premiado com três estrelas, uma nota "regular", com o consenso: "O elegante teatro guarda vários mistérios. No café, por exemplo, não há cardápio à vista. Os banheiros, em número insuficiente, ficam na parte interna da sala — quem quiser ir precisa pedir ao segurança. Na plateia, não há placas que sinalizam as saídas de emergência. As poltronas são confortáveis, e a visão do palco é boa. A programação costuma trazer peças com atores globais."